# Chloropsina elegans
Chloropsina elegans är en tvåvingeart som först beskrevs av Mario Bezzi 1914.  Chloropsina elegans ingår i släktet Chloropsina och familjen fritflugor. Inga underarter finns listade i Catalogue of Life.